# Sam Dunn
Sam Dunn (n. 20 martie 1974, Stroud, Anglia, Regatul Unit) este un regizor, muzician și antropolog canadian. Acesta a devenit cunoscut datorită documentarelor sale despre heavy metal. Deține împreună cu Scot McFadyen⁠(d) compania de producție Banger Films⁠(d) din Toronto. Dunn a obțint o licență în antropologie în cadrul Universității Victoria⁠(d) și un master la Universitatea York, teza sa abordând problema refugiaților din Guatemala.
Primul său film documentar, Metal: A Headbanger's Journey, a câștigat un Premiu Gemini⁠(d) pentru cel mai bun scenariu de documentar. Alte proiecte din filmografia sa sunt Rush: Beyond the Lighted Stage⁠(d) (nominalizat la Premiile Grammy) și Super Duper Alice Cooper⁠(d) (câștigător al categoriei cel mai bun lungmetraj documentar la Canadian Screen Awards⁠(d)). Dunn a regizat și găzduit cel mai lung serial de televiziune despre istoria genului heavy metal Metal Evolution⁠(d). Recent, a fost implicat în regizarea serialului Netflix Hip-Hop Evolution⁠(d) pentru care a primit un Peabody⁠(d), un Emmy International⁠(d) și un Canadian Screen Awards.

## Proiecte

### Metal: A Headbanger's Journey
Primul film al lui Dunn, regizat împreună cu Scot McFadyen și Jessica Wise, a fost lansat în 2005. Filmul abordează istoria heavy metalului (i.e. originile, subcultura și controversele). De asemenea, explorează teme asociate cu heavy metalului precum religia, satanismul, genul și sexualitatea. Documentarul a intervievat atât muzicieni, cât și fani ai genului.

### Global Metal
Dunn a regizat documentarul Global Metal despre impactul global al muzicii heavy metal în 2008. Filmul își propune să descopere modul în care acest gen muzical occidental a influențat cultura internațională. Dunn a călătorit în jurul lumii, vizitând țări din Asia, America de Sud și Orientul Mijlociu, explorând totodată dezvoltarea unor scene metal regionale precum death metalul indonezian, folk metalul israelian, black metalul chinez și thrash metalul iranian. Documentarul dezvăluie o comunitate mondială de rockeri care nu se limitează la a prelua heavy metalul occidental, ci îl transformă și creează noi forme de expresie culturală în societățile dominate de conflicte, corupție și consumerism.

### Iron Maiden: Flight 666
Dunn a coregizat împreună cu Scot McFadyen⁠(d) documentarul Iron Maiden: Flight 666 din 2009. Filmul prezintă turneul din 2008 al formației, în care solistul Bruce Dickinson pilotează de unul singur un Boeing 757 pe parcursul călătoriei.

### Rush: Beyond the Lighted Stage
În 2009, Sam Dunn și Scot McFadyen au început să lucreze la un documentar despre formația canadiană Rush. Filmul a avut premiera la Festivalul de Film de la Tribeca pe 29 aprilie 2010, câștigând Audience Award.

### Metal Evolution
Dunn a produs seria de documentare Metal Evolution pentru VH1 Classic pe diversele subgenuri de heavy metal. A fost prezentat în premieră pe 11 noiembrie 2011, zi considerată de mulți drept Ziua Națională a Heavy Metalului.

## Activități muzicale
Dunn a cântat în trecut la bas pentru trupele Fungkus (ska/funk; desființată în 2000), Tornto Burn to Black (extreme metal; desființată în 2008) și Dementia. De asemenea, a înființat formația de thrash metal progresiv Scrape Chamber împreună cu Kelly Nordstrom. În prezent, Dunn cântă ocazional la bas pentru grupul Machado and His Men.

## Filmografie
| An   | Film                                                                           |
| ---- | ------------------------------------------------------------------------------ |
| 2005 | Metal: A Headbanger's Journey (documentar)                                     |
| 2008 | Global Metal (documentar)                                                      |
| 2009 | Iron Maiden: Flight 666 (documentar)                                           |
| 2009 | Joe Bonamassa:Live From the Royal Albert Hall                                  |
| 2010 | Rush: Beyond the Lighted Stage (documentar)                                    |
| 2011 | Metal Evolution (serie tv)                                                     |
| 2011 | Time Machine 2011: Live in Cleveland                                           |
| 2011 | Motörhead: The Wörld Is Ours – Vol. 1: Everywhere Further Than Everyplace Else |
| 2011 | That Metal Show (Sezonul 9, episodul 2. - invitat)                             |
| 2012 | En Vivo! (film despre concertul Iron Maiden)                                   |
| 2014 | Gaming Show (In My Parents Garage) (serial tv)                                 |
| 2014 | Metal Evolution (Documentar)                                                   |
| 2014 | Super Duper Alice Cooper                                                       |
| 2015 | Banger TV (Lock Horns, Overkill)                                               |
| 2015 | Rock Icons (documentar)                                                        |
| 2015 | Satan Lives (documentar)                                                       |
| 2016 | We Are Savvy (serial de televiziune)                                           |
| 2016 | Hip-Hop Evolution (serie tv)                                                   |
| 2017 | Long Time Running (documentar)                                                 |
| 2019 | ZZ Top: That Little Ol' Band from Texas (documentar)                           |
| 2021 | "Triumph: Rock & Roll Machine" (documentar)                                    |